# Cyphocaris tunicola
Cyphocaris tunicola is een vlokreeftensoort uit de familie van de Cyphocarididae. De wetenschappelijke naam van de soort is voor het eerst geldig gepubliceerd in 1997 door Lowry & Stoddart.